# Адам Федерічі
Адам Джей Федерічі (англ. Adam Jay Federici, 31 січня 1985, Нора, Австралія) — австралійський футболіст, воротар збірної Австралії та австралійського клубу «Макартур».

## Біографія

### Клуб
У 17 років залишив Австралію, щоб зробити собі ім'я в Європі. Намагався влаштуватися в Англії у «Вулвергемптон Вондерерз», після чого спробував заграти в італійському клубі «Торрес Кальчо», поки в 2004 році не підписав контракт з «Редінгом». Однак довгий час здавався в оренду в скромні клуби — «Мейденгед Юнайтед», «Нортвуд», «Каршалтон Атлетик». Пізніше не зумів себе проявити в «Бристоль Сіті» і «Саутенд Юнайтед», але завдяки наполегливості і працьовитості все-таки пробився у ворота «Редінга». Заявив про себе в повний голос в лютому 2007-го, коли в кубковому матчі успішно протистояв Манчестер Юнайтед (1:1). Саме з того сезону Адам і став беззастережним першим номером «Редінга».

### Збірна

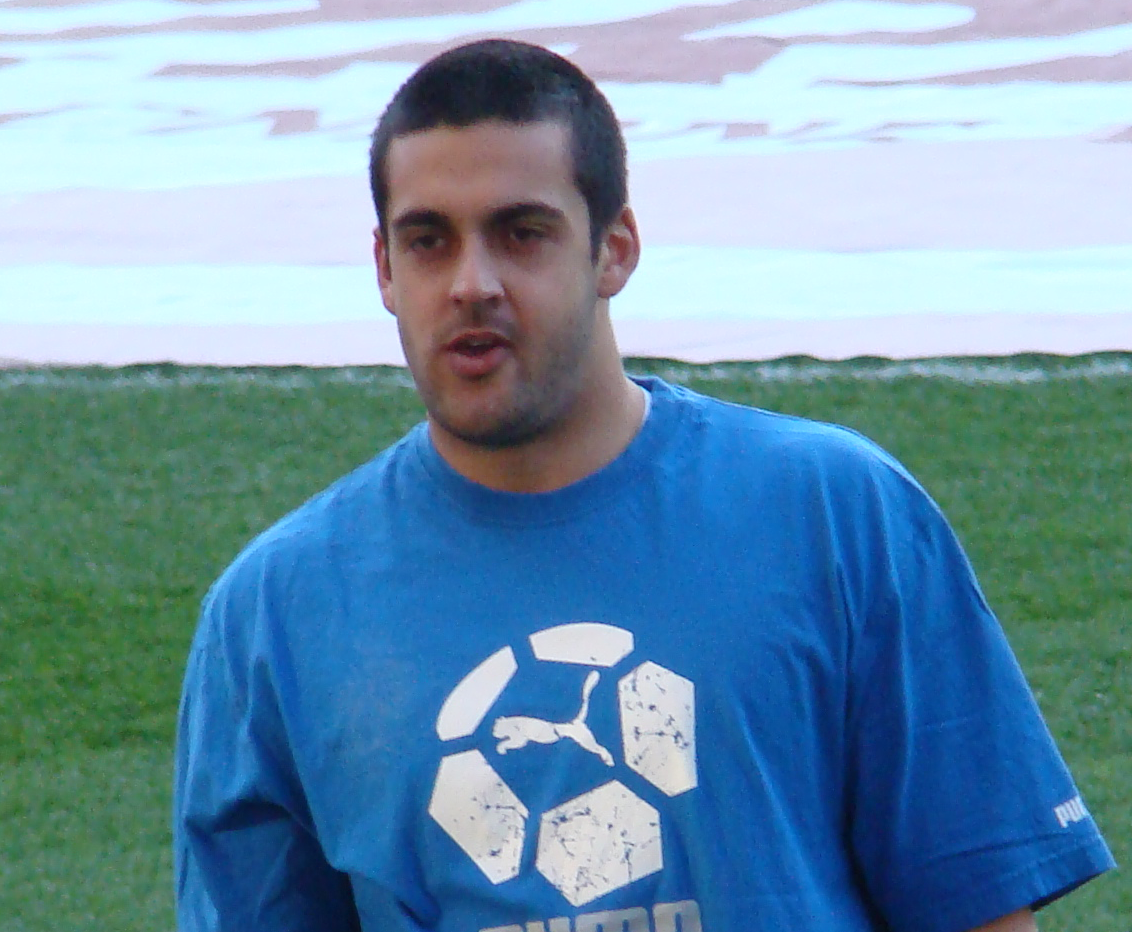
Адам Федерічі

Грав на молодіжному чемпіонаті світу 2005 року і на Олімпіаді-2008, однак дебютував у національній збірній Австралії лише 2010 році напередодні ЧС-2010, куди поїхав у статусі другого голкіпера збірної, але на поле так і не вийшов.

## Титули і досягнення
- Переможець Молодіжного чемпіонату ОФК: 2005